# Tobias Verhaecht

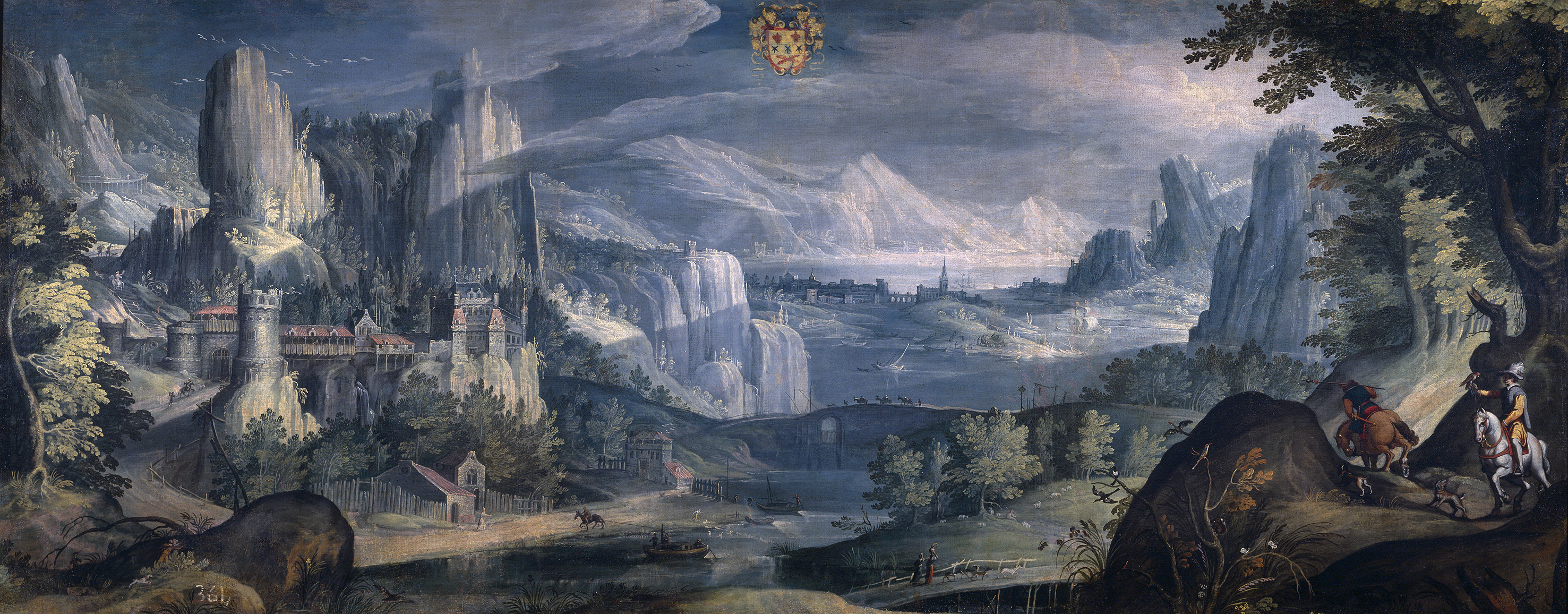
Paisatge alpí, oli sobre llenç, 106 x 267 cm, Museu del Prado.

Tobias Verhaecht, a vegades nomenat com Tobias Van Haecht (Anvers, 1561 – 1631) va ser un pintor barroc flamenc, especialitzat en la pintura de paisatge.
A Tobias Verhaecht se'l documenta als 1590-1591 quan es va registrar com a mestre en el gremi de Sant Lucas d'Anvers. Membre d'una família de comerciants d'art, és probable que els anys anteriors viatgés per Itàlia, com testimonien alguns dibuixos de caràcter topogràfic. De tornada a Anvers va assolir immediatament un alt nivell de prestigi professional. Va ser el primer mestre de Rubens, cap a 1592, i pel seu taller van passar alguns pintors paisatgistes de relativa importància, com Jacques Backereel, Cornelis Bol, Pieter van der Hoeck i Abraham Matthyssens. El 1594 va treballar amb Marten de Vos a unes decoracions efímeres per a l'entrada a Anvers de l'arxiduc Ernest d'Àustria, de qui va ser pintor a la seva Cort.
Els paisatges muntanyencs de Verhaecht es van mantenir fidels al típic «paisatge del món» creat per Joachim Patinir i divulgat per Pieter Brueghel el Vell, amb la seva visió panoràmica, horitzons molt alts, muntanyes rocoses i abruptes de perfil agut, i el convencional esquema tripartit del color: marró al primer pla, verd al plànol mitjà i blau al fons, per crear la sensació de profunditat. La Visió de sant Joan a Patmos del Museu de l'Ermitage, datada el 1598, una de les obres més primerenques que s'han conservat, conjuga aquestes característiques amb una representació del mar crespat de gust també manierista.
Aquests esquemes i els fantàstics massissos muntanyencs que caracteritzen la pintura de Verhaecht no van canviar a les últimes obres datades, de cap al 1623, quan la pintura flamenca de paisatge evolucionava cap a fórmules més realistes.